# Cavalry FC
Cavalry FC is een Canadese voetbalclub uit Foothills County, Alberta. De club is opgericht in 2018 en speelt in de Canadian Premier League. Calvary FC speelt de thuiswedstrijden in het Spruce Meadows.

## Resultaten
Cavalry FC eindigde zowel in 2019 als 2020 eerste na de reguliere competitie, maar wist zich in geen van beide seizoenen tot kampioen te kronen. In 2021 eindigden ze tweede maar raakten ze in de competitieplay-offs niet verder dan de halve finale. Het best resultaat van de club in het Canadian Championship was een halve finale in 2019.
| 2019 | Canadian Premier League | 1e | 62 | Finale       | 0-2 verloren van Forge FC (1-0 uit & 0-1 thuis) | Halve finale        | – |
| 2020 | Canadian Premier League | 1e | 13 | Groepsfase   | 3e plaats (3 punten uit 3 matchen)              | Niet gekwalificeerd | – |
| 2021 | Canadian Premier League | 2e | 50 | Finale       | 1-2 (n.v.) verloren van Pacific FC              | Kwartfinale         | – |
| 2022 | Canadian Premier League | 3e | 47 | Halve finale | 2-3 verloren van Forge FC (1-1 thuis & 2-1 uit) | Kwartfinale         | – |
| 2023 | Canadian Premier League | 1e | 55 | Finale       | 1-2 verloren van Forge FC                       | Voorronde           | – |

## Erelijst
Canadian Premier League
- Reguliere competitie (3x): 2019, 2020, 2023

## Seizoen 2019
Onderstaande tabel toont de selectie van Cavalry FC in 2019, het eerste seizoen uit hun bestaan.
| Keepers       |                   |                    |              |
| 1             | Canada            | Marco Carducci     | Keeper       |
| 22            | Canada            | Niko Giantsopoulos | Keeper       |
| Verdedigers   |                   |                    |              |
| 2             | Canada            | Chris Serban       | Verdediger   |
| 3             | Engeland          | Nathan Mavila      | Verdediger   |
| 4             | Canada            | Dominick Zator     | Verdediger   |
| 5             | Canada            | Mason Trafford     | Verdediger   |
| 12            | Canada            | Dean Northover     | Verdediger   |
| 14            | Canada            | Jonathan Wheeldon  | Verdediger   |
| 15            | Canada            | Joel Waterman      | Verdediger   |
| Middenvelders |                   |                    |              |
| 6             | Canada            | Nik Ledgerwood     | Middenvelder |
| 8             | Duitsland         | Julian Büscher     | Middenvelder |
| 10            | Canada            | Sergio Camargo     | Middenvelder |
| 11            | Honduras          | José Escalante     | Middenvelder |
| 13            | Canada            | Victor Loturi      | Middenvelder |
| 16            | Canada            | Elijah Adekugbe    | Middenvelder |
| 18            | Canada            | Mauro Eustáquio    | Middenvelder |
| 20            | Colombia          | Carlos Patino      | Middenvelder |
| Aanvallers    |                   |                    |              |
| 7             | Brazilië          | Oliver Minatel     | Aanvaller    |
| 9             | Engeland          | Jordan Brown       | Aanvaller    |
| 17            | Canada            | Nico Pasquotti     | Aanvaller    |
| 19            | Canada            | Gabriel Bitar      | Aanvaller    |
| 21            | Canada            | Malyk Hamilton     | Aanvaller    |
| 23            | Congo-Brazzaville | Dominique Malonga  | Aanvaller    |